# Ян Мо
Ян Мо (кит. трад. 杨沫; 25 августа 1914, Пекин — 11 декабря 1995) — китайская писательница, наиболее известная своим романом 1958 года «Песнь молодости» («青春之歌»), по которому в 1959 году был снят одноимённый фильм.

## Псевдонимы
Ян Мо — одно из имён, используемых писательницей Ян Чэнъе (杨成业) в качестве псевдонима, которая также писала под псевдонимами Ян Цзюньмо (杨君茉) или Сяо Хуэй (小慧).

## Биография
Ян Мо родилась 25 августа 1914 года в Пекине (Китай). Её отец был интеллектуалом, создавшим частный университет. Её третья сестра, Ян Чэнъюнь (杨成芸), 1920 года рождения, стала известной актрисой театра, оперы, а также кино, снявшейся в двадцати фильмах кинокомпании Ляньхуа под именем Бай Ян (白杨).
В 1931 году её отец обанкротился; после уехал, не оставив адреса, и семья распалась. Ян Мо училась в средней школе для девочек Хот-Спрингс, но бросила учёбу из-за банкротства семьи. Работала учителем в начальной школе, а также в книжном магазине. В 1936 году она вступила в Коммунистическую партию Китая, а в 1937 году в провинции Хубэй присоединилась к партизанам против японцев.
Когда началась Вторая китайско-японская война, Ян Мо отправилась в пограничный район Шаньси, где она была директором Женской ассоциации национальной безопасности и директором информационного бюро в центральном районе Хэбэй.
После образования Китайской Народной Республики работала сценаристом Пекинской киностудии (北京电影制片厂), вице-президентом Союза пекинских писателей, директором Союза китайских писателей, членом Всекитайского съезд Коммунистической партии Китая.
Скончалась 11 декабря 1995 года.

## Литературная карьера
15 марта 1934 года её первая работа появилась в выходящем раз в два месяца журнале «黑白» («Чёрное и белое»). Позже она опубликовала другие произведения, в основном прозу и рассказы, отражающие её опыт во время китайско-японской войны.
В 1950 году она опубликовала рассказ «经塘 纪事» («Chronique du Lac aux Ajoncs»). Ян Мо считается продолжателем творчества писателя Ба Цзиня, описывающего бурную жизнь молодых китайских революционеров в период, когда она сама разделяла их идеалы и борьбу. Она одна из немногих писателей, опубликовавших художественную литературу во время Культурной революции.
В 1958 году был опубликован её роман «青春之歌» («Песня юности»), который тиражом в пять миллионов экземпляров стал одним из величайших литературных успехов Китая того времени. Это был первый китайский роман, описывающий движение патриотически настроенных студентов и революционных интеллектуалов под руководством Коммунистической партии. Этот роман следует стилистическим критериям, установленным Мао Цзэдуном на Яньаньском форуме и опубликованным как «Беседы на Яньаньском форуме о литературе и искусстве».
В 1959 году экранизация «Песни юности» режиссёров Цуй Вэя и Чена Хуайкая (Пекинская киностудия) была очень хорошо принята политическим классом того времени. Когда Чжоу Эньлай и его жена Дэн Инчао пошли смотреть фильм, они хотели лично поздравить Ян Мо.
28 июня 1994 года, за год до своей смерти, Ян Мо составила завещание, в котором пожертвовала рукопись и авторские права на «青春之歌» («Песня юности») и 100 000 юаней для финансирования проекта Музея современной китайской литературы.

## Семья
Имела сестру актрису Ян Бай и сына-писателя Ма Бо.